# Veículo autônomo

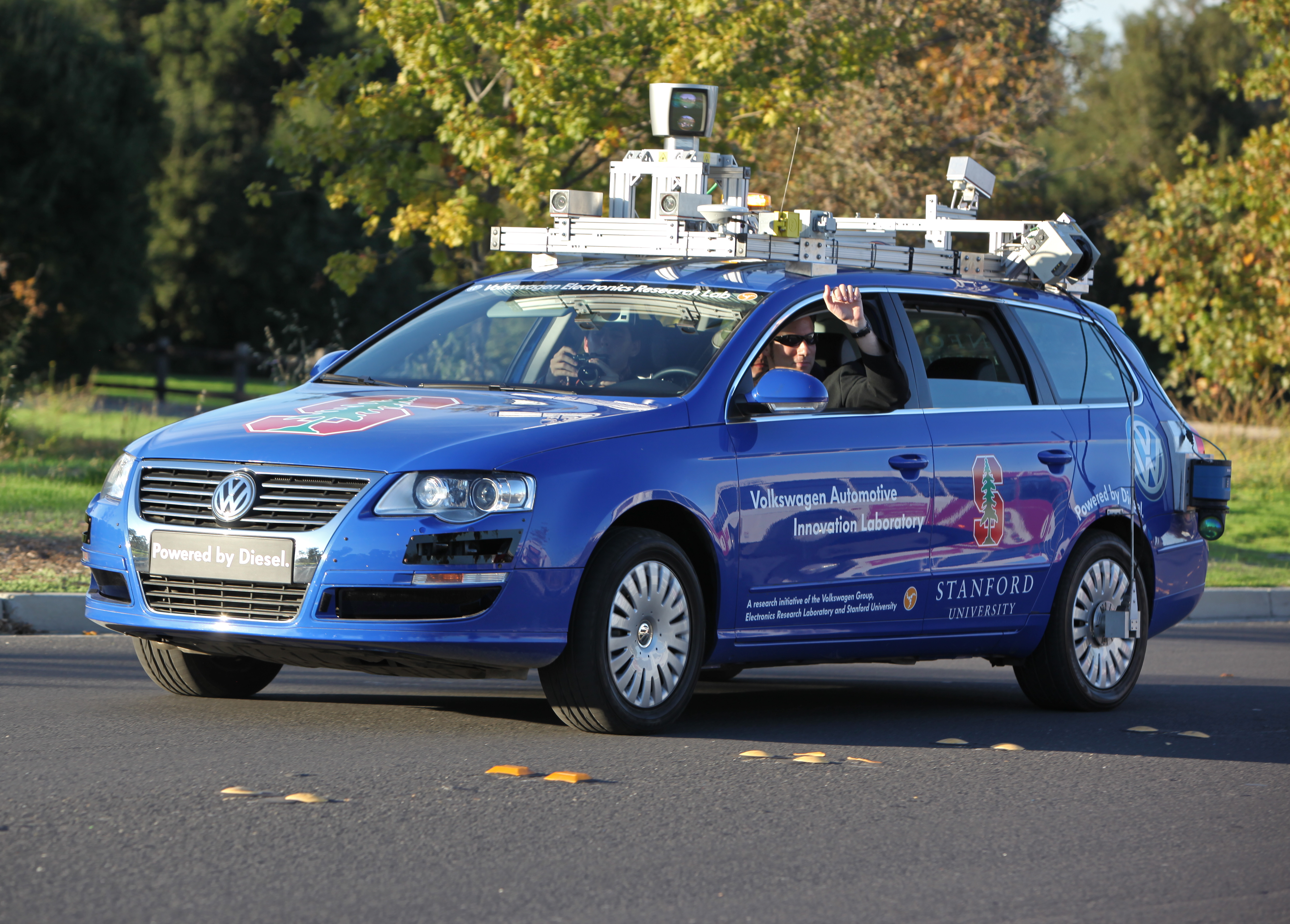
Junior, um Volkswagen Passat automático, estacionado na Stanford University.

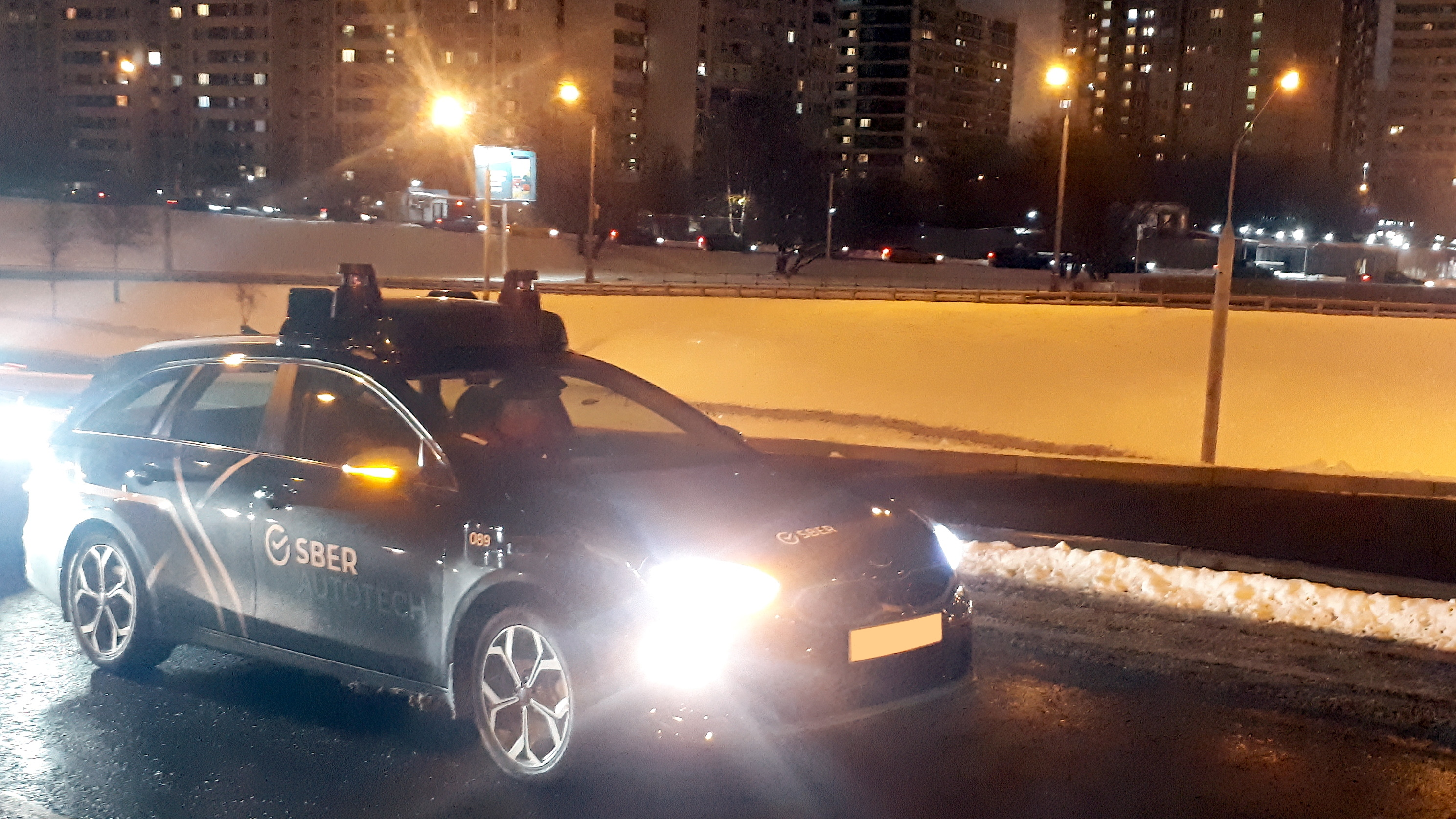
Sber AutoTech acumula experiência para redes neurais em condições reais de estrada (novembro 2022)

Um veículo autônomo (português brasileiro) ou veículo autónomo (português europeu), também conhecido como veículo robótico ou veículo sem motorista, designa qualquer veículo terrestre com capacidade de transporte de pessoas ou bens sem a utilização de um condutor humano. O seu principal objetivo é integrar um conjunto de tecnologias de sensores, de sistemas de controle e atuadores para sensoriar o ambiente, determinar as melhores opções de ação e executar estas ações de forma mais segura e confiável do que poderia ser obtida por um condutor humano comum. Ainda que as pesquisas estejam adiantadas, até a presente data estes veículos ainda não estão disponíveis para uso geral.
Atualmente, diversos recursos tecnológicos como freios ABS, comunicação interveicular e outros recursos, já automatizam processos específicos de um veículo, porém a decisão final de navegação ainda é do condutor humano. Os veículos autônomos, assim, tem como objetivo substituir o condutor humano por um sistema de controle computacional que integre os recursos tecnológicos do veículo. Diversas técnicas diferenciadas tem sido desenvolvidas pelos grupos de pesquisa ao redor do mundo para atingir estes objetivos.

## Níveis de autonomia
A autonomia dos veículos é frequentemente categorizada em níveis, de acordo com a SAE International (SAE J3016, revista periodicamente). Os níveis são geralmente considerados como:
- Nível 0 - sem qualquer autonomia, ou com sistema meramente avisador ou momentâneo;
- Nível 1 - sem necessidade de colocar mãos no volante/controlo partilhado;
- Nível 2 - sem necessidade de colocar mãos no volante;
- Nível 3 - sem necessidade de observação;
- Nível 4 - sem necessidade de ter atenção à estrada e envolvente;
- Nível 5 - autonomia total, veículo sem volante.

No nível 0, o sistema automatizado emite avisos e pode intervir momentaneamente, mas não tem um controlo continuado do veículo.
No nível 1, o condutor e o sistema automatizado partilham o controlo do veículo. Exemplos deste nível são os sistemas nos quais o condutor controla a direção e o sistema automatizado controla a potência do motor para manter uma determinada velocidade ("cruise control") ou a potência do motor e dos travões para manter e alterar a velocidade ("cruise control" adaptativo ou ACC); e a assistência ao estacionamento, na qual a direção é automatizada enquanto a velocidade está sob controlo manual. O condutor deve estar preparado para retomar o controlo total em qualquer momento.
No nível 2, o sistema automatizado tem o controlo total do veículo: aceleração, travagem e direção. O condutor deve supervisionar a condução e estar preparado para intervir imediatamente em qualquer momento se o sistema automatizado não responder corretamente. O contacto entre as mãos e o volante costuma ser obrigatório durante a condução SAE 2, para confirmar que o condutor está preparado para intervir. Os olhos do condutor podem ser vigiados por câmaras para confirmar que o condutor mantém atenção focada na estrada.
No nível 3 o condutor pode desviar a sua atenção das tarefas de condução de forma segura, por exemplo, o condutor pode enviar mensagens de texto ou ver um filme. O veículo encarrega-se das situações que exigem uma resposta imediata, como uma travagem de emergência. O condutor deve estar preparado para intervir num tempo limitado, especificado pelo fabricante, quando o veículo lhe peça essa intervenção. Em certas ocasiões define-se este sistema automatizado como um "co-piloto" que avisa de forma ordenada quando é necessário uma condução manual.
O nível 4 é como o nível 3, mas nunca se necessita da atenção do condutor para a segurança, por exemplo, o condutor pode ir a dormir ou abandonar o assento do condutor com segurança. Porém, a autocondução apenas se admite em áreas espaciais limitadas ou em circunstâncias especiais. Fora destas áreas ou circunstâncias, o veículo deve ser capaz de abortar a viagem de forma segura, por exemplo, reduzir a velocidade e estacionar o veículo, se o condutor não retomar o controlo. Um exemplo seria um táxi robotizado ou um serviço de entregas robotizado que cubra lugares selecionados de uma zona, num horário e quantidades determinadas.
No nível 5, também chamado "volante opcional", não se necessita de nenhuma intervenção humana. Um exemplo seria um veículo robotizado que trabalhe em todo o tipo de superfícies, em todo o mundo, em qualquer momento e em todas as condições meteorológicas e ambientais.

## Histórico

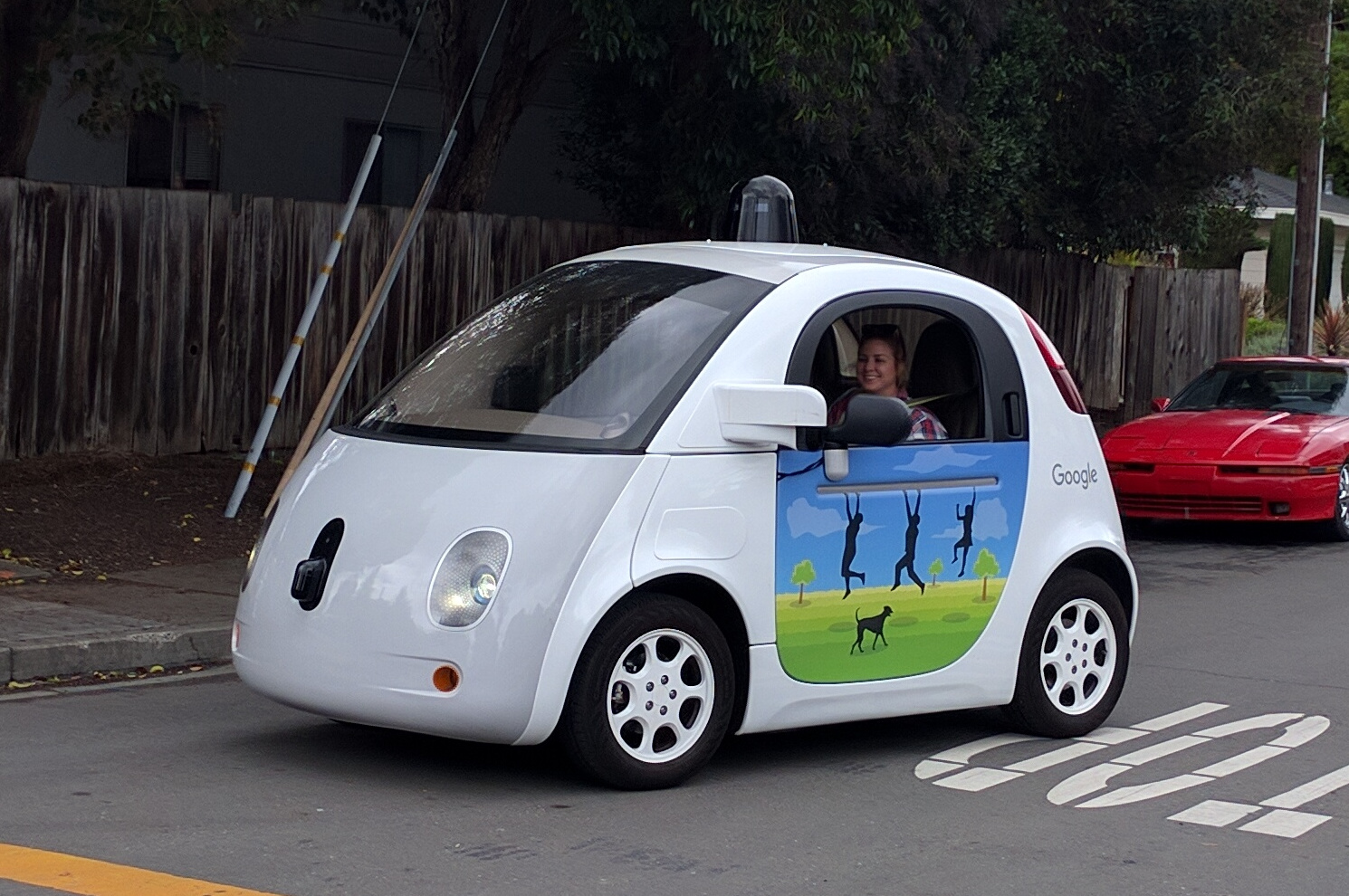
Google Driverless Car

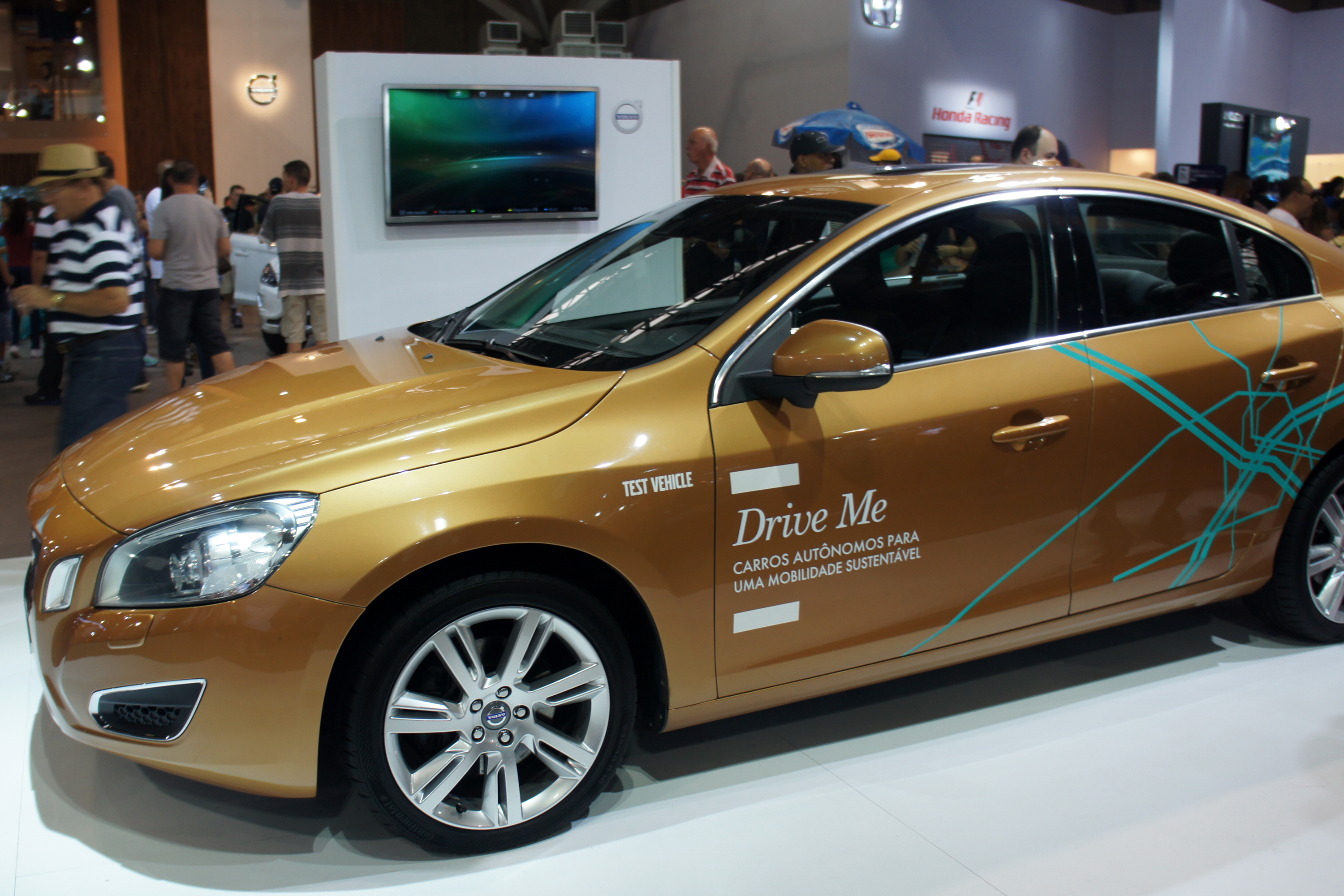
El Volvo S60 Drive Me exibido em São Paulo em 2014.

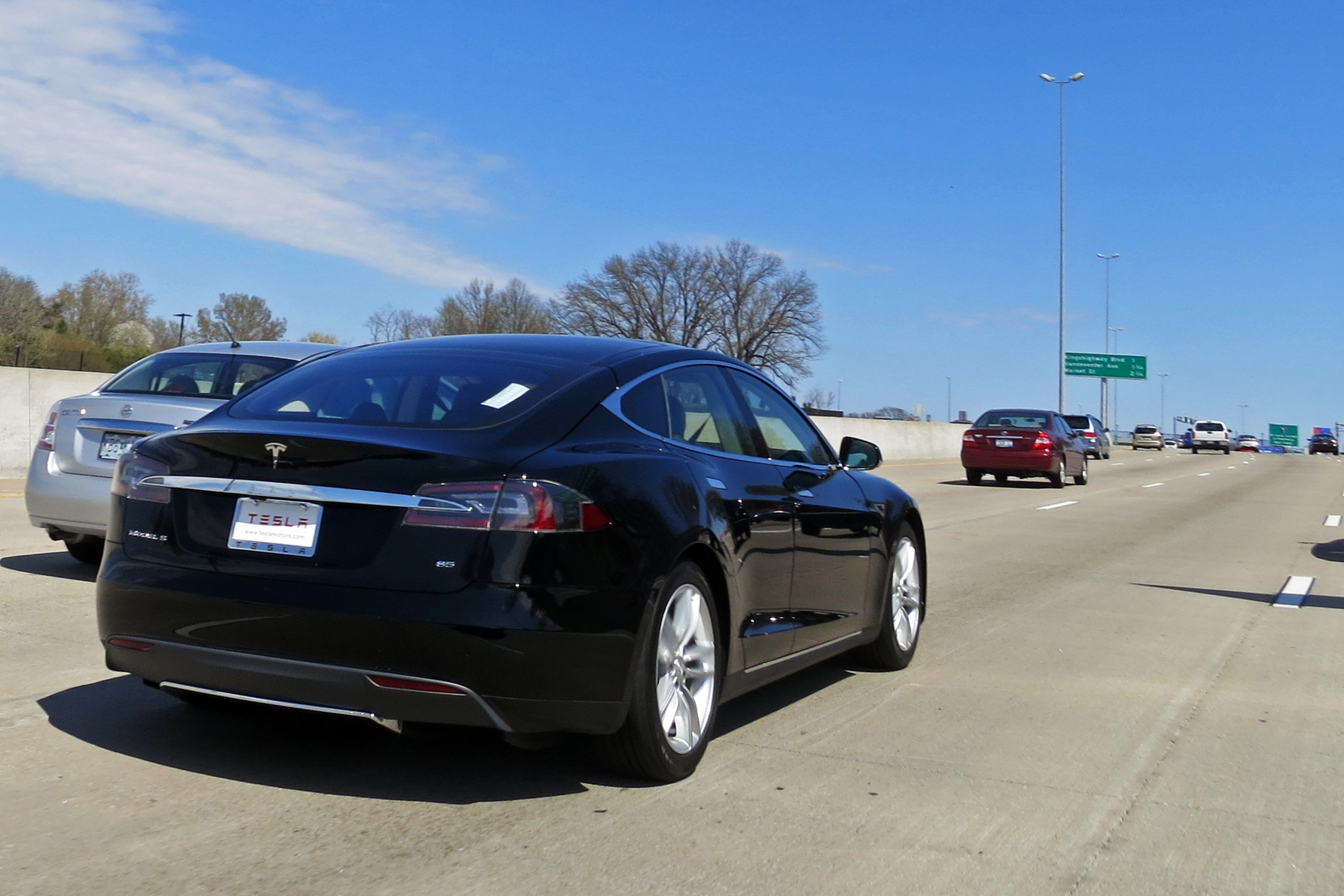
O sistema Autopilot do carro elétrico Tesla Model S funciona com segurança em modo semi-autônomo somente em rodovias.

As pesquisas em veículos autônomos são originadas de dois campos distintos de pesquisa: os sistemas inteligentes de transportes e a robótica móvel.
- 1939: protótipo de veículos automatizados em vias dedicadas apresentado na Feira Mundial de Nova Iorque.
- Década de 1950: a General Motors cria uma série de carros-conceito chamados de Firebird. O Firebird II possuía um sistema de condução automática baseada em um fio enterrado detectado por bobinas no veículo.
- 1966-1972: o robô Shakey é criado pelo SRI. É considerado o primeiro robô móvel a utilizar técnicas de Inteligência Artificial, utilizando um conjunto de sensores para navegar pelo ambiente.
- 1977: primeiro veículo robótico inteligente criado na Universidade de Tsukuba.
- 1985: Ernst Dickmanns e sua equipe desenvolve o veículo VaMoRs, uma van Mercedes-Benz equipada com diversos sensores.
- 2004: A DARPA lança o DARPA Grand Challenge, uma competição para estimular as pesquisas em veículos terrestres não tripulados. A competição, com 107 participantes, não teve nenhum vencedor.
- 2005: é realizado o segundo DARPA Grand Challenge, sendo vencedor o veículo Stanley da Universidade de Stanford.
- 2007: é realizado o DARPA Urban Challenge, terceira versão da competição do DARPA. Nesta competição, veículos autônomos deveriam navegar em um ambiente urbano simulado, devendo respeitar as regras de trânsito e atender diversos objetivos diferentes. O vencedor desta competição foi o veículo Boss da Universidade Carnegie Mellon.
- 2016: Nos Estados Unidos, o condutor Joshua Brown morre num acidente a bordo de um Tesla Model S em piloto automático, quando numa via rápida um caminhão atravessou à sua frente, mas o sistema não detectou o obstáculo.

## Vantagens possíveis
As principais vantagens associadas ao desenvolvimento de veículos autônomos incluem:
- Redução dos acidentes de trânsito provocados por fatores humanos;
- Possibilidade de deficientes (motoras ou visuais) utilizarem o automóvel sem auxílio de terceiros;[6]
- Aumento da produtividade já que o condutor pode realizar outras atividades durante o processo de navegação;[7]
- Otimização dos recursos veiculares através da utilização adequada dos componentes;
- Aumento da capacidade de tráfego das vias com a redução das distâncias entre os veículos, em função de menor tempo de reação para frenagens.

## Desafios
Os principais desafios apresentados no desenvolvimento dos veículos autônomos incluem:
- Definição das responsabilidades legais sobre os eventos provocados pelo veículo;
- Ajuste da legislação de trânsito para tratar os veículos autônomos;
- Desenvolver sensores de maior capacidade de percepção das condições de tráfego, principalmente de pedestres e ciclistas.

## Legislação
Alguns lugares do mundo já alteraram sua legislação para se adequar aos veículos autônomos. Em especial, três estados dos EUA (Nevada, Flórida e Califórnia) podem ser utilizados nas vias públicas de transportes, desde que um condutor humano permaneça no veículo e possa intervir em casos de emergência.
No Brasil, foi apresentado em 2023 o Projeto de Lei 1317/23 pelo Deputado Alberto Fraga e acompanhado de outros parlamentares, que visa dar base legal mediante normas de segurança e homologação, bem como responsabilidades, o uso dos veículos autônomos em vias públicas. O projeto ainda não foi sancionado, e seu acompanhamento pode ser feito pelo site da Camara Federal .

## Principais pesquisas em veículos autônomos na atualidade
As principais pesquisas em veículos autônomos na atualidade incluem:
- Uber;[14]
- Waymo, empresa desenvolvida a partir do Google Driverless Car;
- Tesla.

## Na ficção
- Road Train;
- Sally - Isaac Asimov.

## Veículos autônomos no Brasil
As principais pesquisas atualmente em curso no Brasil na área de Veículos Autônomos são:
- Caminhão Autônomo: do Laboratório de Robótica Móvel - LRM do ICMC-USP.[15][16] em parceria com a empresa Scania, o LRM desenvolveu o primeiro caminhão autônomo da América Latina. O protótipo utilizado nos testes experimentais é um G360, que pesa 9 toneladas. O protótipo de testes foi apresentado publicamente em julho de 2015 em um evento que contou com a presença de diversos veículos de imprensa. Diversas reportagens cobriram o evento, incluindo o Jornal Nacional;
- Carro Autônomo Desenvolvido na UFMG;[17]
- Carro Robótico Inteligente para Navegação Autônoma (CaRINA): do Laboratório de Robótica Móvel - LRM do ICMC-USP).[18] Em 22 de outubro de 2013, o CaRINA 2 realizou uma demonstração pública de navegação autônoma nas ruas de São Carlos. Durante a demonstração, o veículo percorreu avenidas da cidade, identificando pedestres e obstáculos.[19] Acredita-se que este seja o primeiro teste de um veículo autônomo em vias públicas (com devida autorização) na América Latina;[20][21]
- Equipe do Veículo Autônomo (EVA): do Departamento de Engenharia de Transportes da Escola Politécnica da Universidade de São Paulo;[22]
- Intelligent Autonomous Robotic Automobile (Iara): do Laboratório de Computação de Alto Desempenho (LCAD) da Universidade Federal do Espírito Santo (UFES).[23] O veículo é conhecido por ter atingido uma apresentadora de televisão durante uma exibição ao vivo devido a um freio não-acionado.[24] Posteriormente o carro realizou uma viagem de 74 km entre as cidades de Vitória a Guarapari.[25] Nesta viagem, um motorista acompanhou o veículo, que fez poucas intervenções;
- Sistema Embarcado de Navegação Autônoma (SENA): do Laboratório de Mecatrônica do Departamento de Engenharia Mecânica da EESC-USP;[26]
- Veículo Autônomo da  UNIFEI.[27]
- Caminhões Autônomos da Lume Robotics: Fundada oficialmente em 2019, após mais de 10 anos de pesquisas e desenvolvimento nos laboratórios da UFES – Universidade Federal do Espirito Santo[28] , a Lume Robotics foi a pioneira não só no Brasil, mas no Hemisfério Sul em veículos autônomos nível 4, driverless.  Tudo começou com um grupo de pesquisadores em 2009, através do projeto IARA, acima mencionado.[23] Atualmente seus caminhões autônomos estão homologados, em operação, ou já rodaram em grandes empresas no Brasil, entre elas, Suzano[29], Portocel [30], Ypê [31], ArcelorMittal [32], Vale[28]  e outras.[33]